# Гарагаш Олександр Дементійович
Олександр Дементійович Гарагаш  (1906, Катеринослав, нині Дніпро — 1976) — радянський партійний діяч.

## Біографія
Народився в Катеринославі. Член КПРС з 1927 року.
Був робітником на заводах Дніпропетровська з 1930 року, навчався в Інституті народів сходу в Москві в 1931-1932 роках.
У 1933-1963 роках — заступник начальника, начальник Політичного відділу радгоспу, 1-й секретар Саркандського районного комітету КП (б) Казахстану, начальник Акмолинської обласного земельного відділу, 1-й секретар Молотовського районного комітету КП (б) Казахстану, секретар Акмолинського обласного комітету КП (б) Казахстану, 2-й секретар Кизилординського обкому КП Казахстану, 1-й секретар Семипалатинського обкому партії, 1-й заступник голови Ради Міністрів Казахської РСР, міністр промисловості м'ясних і молочних продуктів Казахської РСР, голова Виконавчого комітету Кустанайської обласної ради.
З 1963 року — персональний пенсіонер.
Делегат 3-11-го з'їздів КП Казахстану, де був обраний до складу ЦК. Член бюро ЦК КП Казахстану в 1951-1954 роках.
У 1938—1967 роках — депутат Верховної Ради Казахської РСР.

## Нагороди
- Орден Леніна
- Орден Вітчизняної війни I ступеня
- Орден «Знак Пошани»
- Орден «Знак Пошани»